# Ligne de Dellys à Boghni
La ligne de Dellys à Boghni est une ancienne ligne ferroviaire à voie étroite (1 055 mm) qui reliait la ville de Dellys à celle de Boghni, en Algérie, de 1900 à 1949. Elle était exploitée par les Chemins de fer sur routes d'Algérie.

## Histoire
Le décret du 16 janvier 1892 déclare d'utilité publique la construction de quatre lignes ferroviaires dans département d'Alger (en Algérie française) :
- la ligne de Saint-Eugène (actuelle Bologhine) à Rovigo (actuelle Bougara), par Alger ;
- la ligne d'El Affroun à Marengo (actuelle Hadjout) ;
- la ligne de Dellys à Boghni, par Camp-du-Maréchal (actuelle Tadmaït) et Mirabeau (actuelle Draâ Ben Khedda) ;
- la ligne d'Alger à Koléa par Guyotville (actuelle Aïn Benian) et Zéralda.

Ces lignes sont concédées à Edmond Caze ; elles seront reprises par la Compagnie des chemins de fer sur route d'Algérie  (CFRA) en 1894.
Le décret stipule que la ligne de Dellys à Boghni sera une ligne de tramway à vapeur, à voie unique avec un écartement de 1,055 m. Elle aura pour origine le port de Dellys et se raccordera à niveau à la ligne de Ménérville à Tizi Ouzou aux stations de Camp-du-Maréchal et de Mirabeau. La ligne permettra le trafic voyageurs et de marchandises. Les trains se composeront de dix voitures au plus avec une longueur totale de 60 m.
La ligne est mise en service le 20 décembre 1900 et fermée en 1949.

## La ligne

### Caractéristiques
La ligne, longue de 67 km, est à voie unique avec écartement de 1 055 mm.

### Tracé
La ligne quitte l'embarcadère de Dellys en s'orientant vers l'ouest et en suivant le bord de mer jusqu'à la localité de Tagdempt. Elle bifurque ensuite vers le sud en direction de Camp-du-Maréchal (actuelle Tadmaït) en longeant la route nationale 25 (RN 25) et le fleuve Sebaou qu'elle franchit par un pont en amont de Rébeval (actuelle commune de Baghlia).
Arrivée à Camp-du-Maréchal, la ligne s'oriente vers l'est en direction de Mirabeau (actuelle Draâ Ben Khedda) en suivant le tracé de la ligne de Ménerville à Tizi Ouzou sur quelques kilomètres. À la sortie de Mirabeau, la ligne s'oriente à nouveau vers le sud en direction de Boghni en suivant le cours de l'oued Bouguedoura (affluent du Sebaou).

## Desserte
La ligne comporte dix stations :
- Dellys ;
- Takdempt (commune de Dellys) ;
- Touabet (commune de Dellys) ;
- Abbo - Ben N'Choud (actuelles communes de Sidi Daoud et de Ben Choud) ;
- Rébeval (actuelle commune de Baghlia) ;
- Camp-du-Maréchal (correspondance pour Minerville et Tizi Ouzou) ;
- Mirabeau (correspondance pour Minerville et Tizi Ouzou) ;
- Tléta (commune de Tirmitine) ;
- Maâtkas ;
- Boghni.

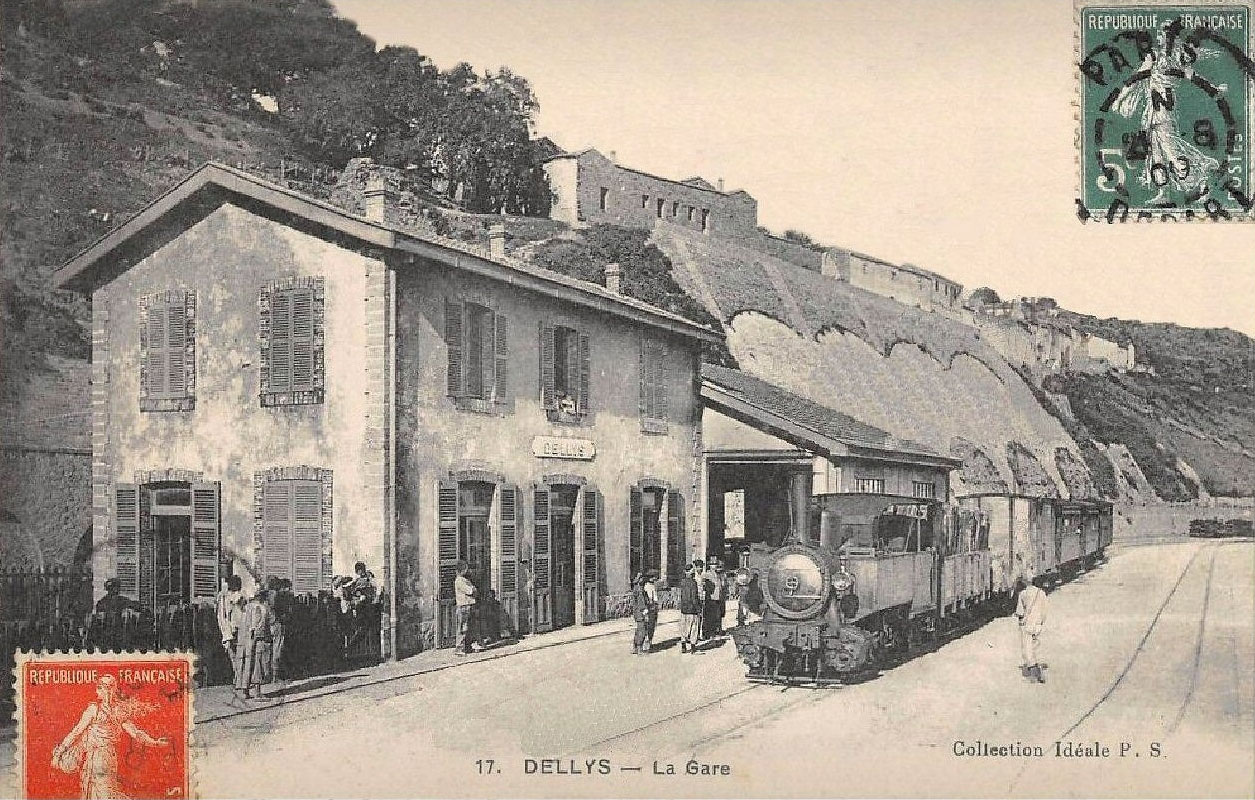
La gare de Dellys.
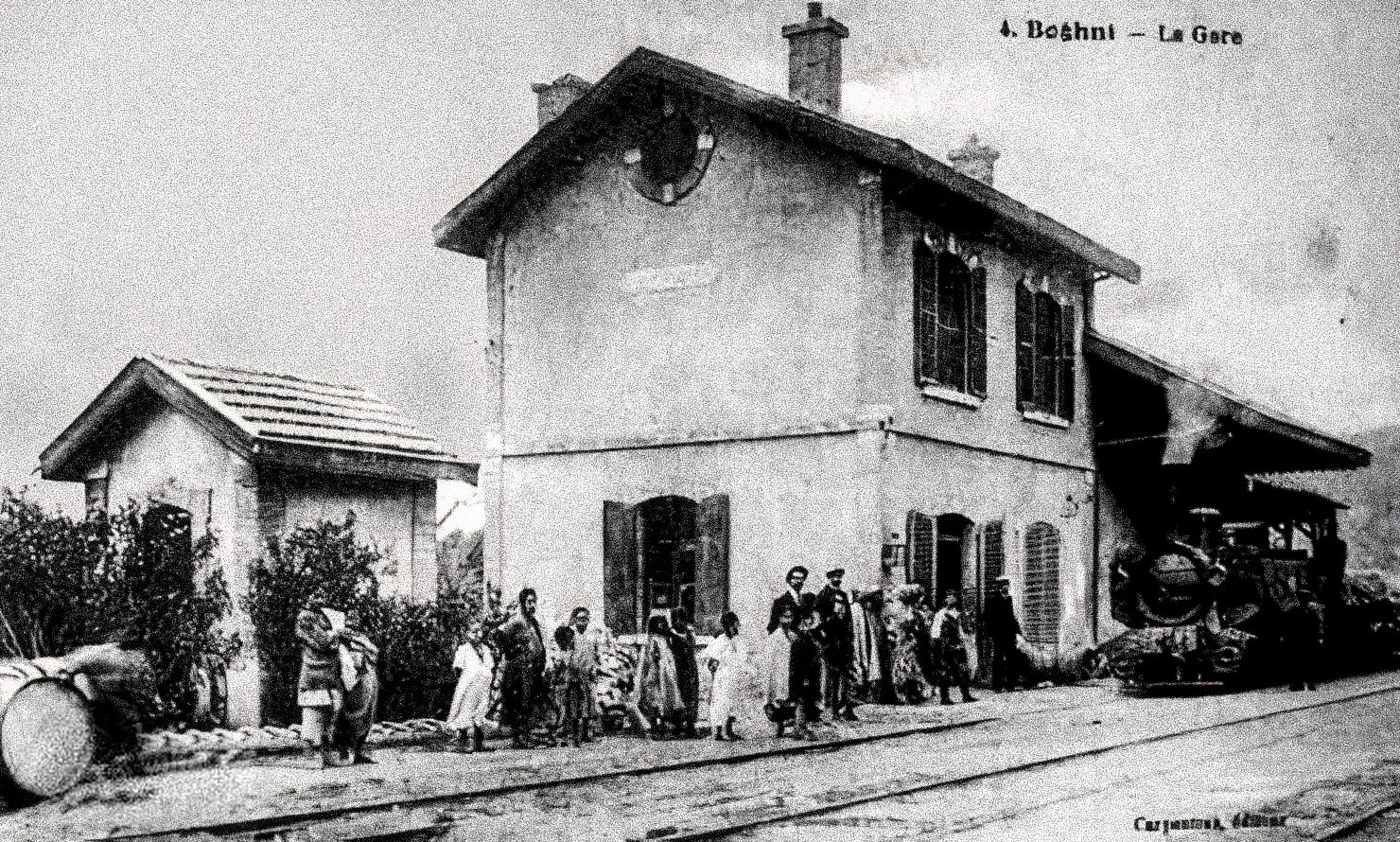
La gare de Boghni.

Le temps de trajet de Dellys à Camp-du-Maréchal est d'environ 1 h 30, celui de Camp-du-Méréchal à Mirabeau de 15 minutes et celui de Mirabeau à Boghni de 1 h 35.

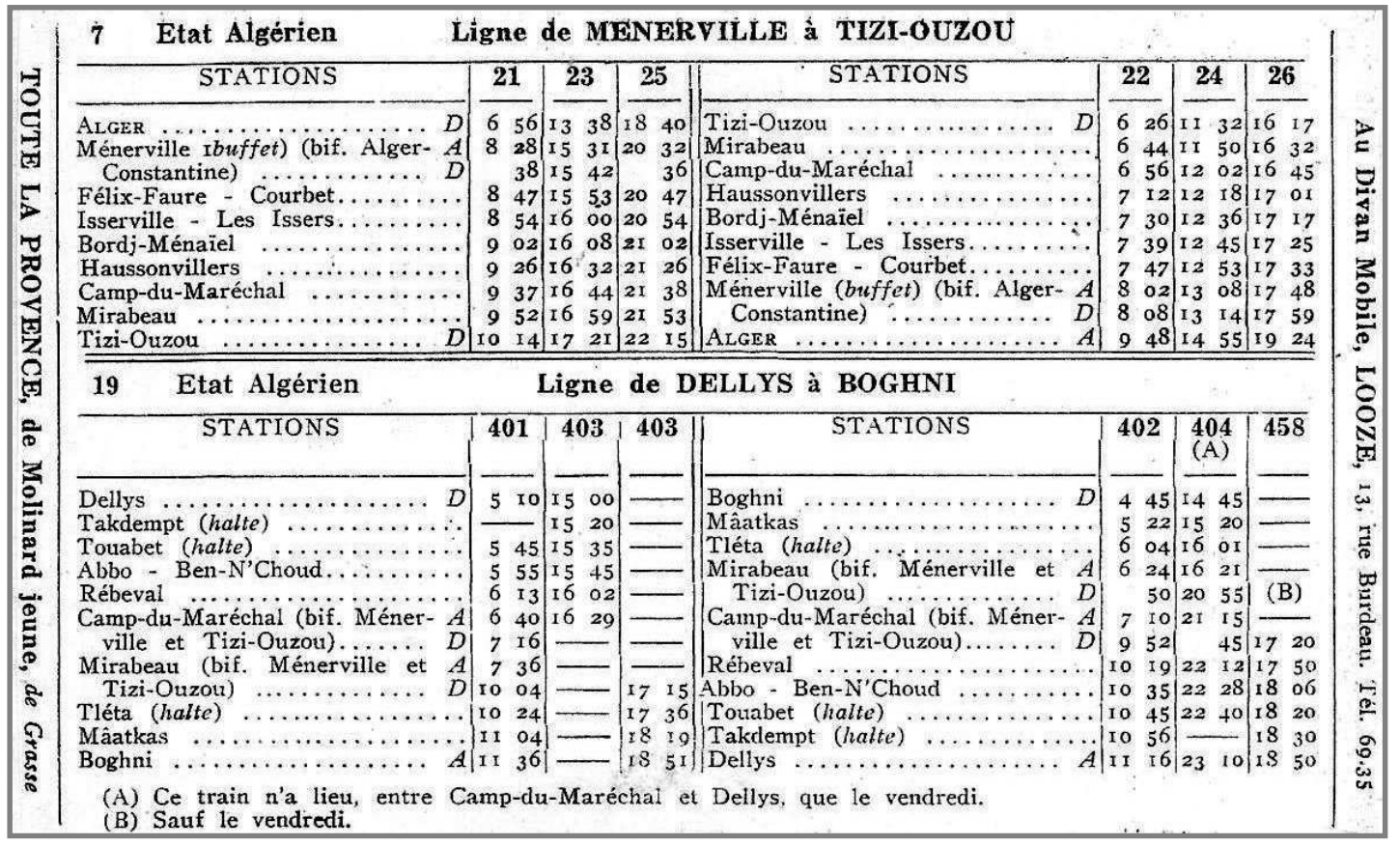
Horaires des lignes Alger - Tizi-Ouzou et Dellys - Boghni.

## Projets
Au début des années 2010, l'Agence nationale d'études et de suivi de la réalisation des investissements ferroviaires (ANESRIF) a lancé un projet de création d'une ligne nouvelle entre Dellys et Draâ El Mizan (ville située à quelques kilomètres à l'ouest de Boghni).
Les études préliminaires sont achevées en 2015. Deux tracés sont retenus, :
- une ligne d'une longueur de 64 km, passant par Tizi Gheniff, Tadmaït, Bordj Menaïel et Baghlia (le tronçon Tadmaït - Bordj Menaïel serait en tronc commun avec la ligne de Thénia à Oued Aïssi) ;
- une ligne d'une longueur de 52 km, passant par Draâ Ben Khedda et Baghlia.